# Marianella
Marianella è una località del comune di Napoli, situata nel quartiere Piscinola, nell'area nord della città. Con i suoi tredicimila abitanti, è una delle zone relativamente meno congestionate di Napoli.
Da non confondere con l'omonimo rione nella zona orientale della città, Marianella è integrata nel quartiere Piscinola, di cui costituisce la parte settentrionale; confina a sud-est col quartiere Miano, a nord-est col quartiere Scampia, a ovest col quartiere Chiaiano ed a nord con il comune di Mugnano di Napoli. Appartiene all'ottava municipalità, che comprende Piscinola, Chiaiano e Scampia.

## Storia
Circa l'origine del nome, le notizie sono assenti, è citato come uno dei casalia regis nella seconda cedolare angioina. Forse deriva da Marillenellum, tre nomi semplici e cioè: Maria ille nellum, luogo nuovo (dedicato) a Maria. Franco De Arcangelis sostiene invece che derivi da un'antica famiglia, i Marinellum, risalente ai tempi di Carlo d'Angiò.
Marianella è stata, in passato, residenza di nobili famiglie per la sua posizione amena e defilata dal congestionato centro della città.

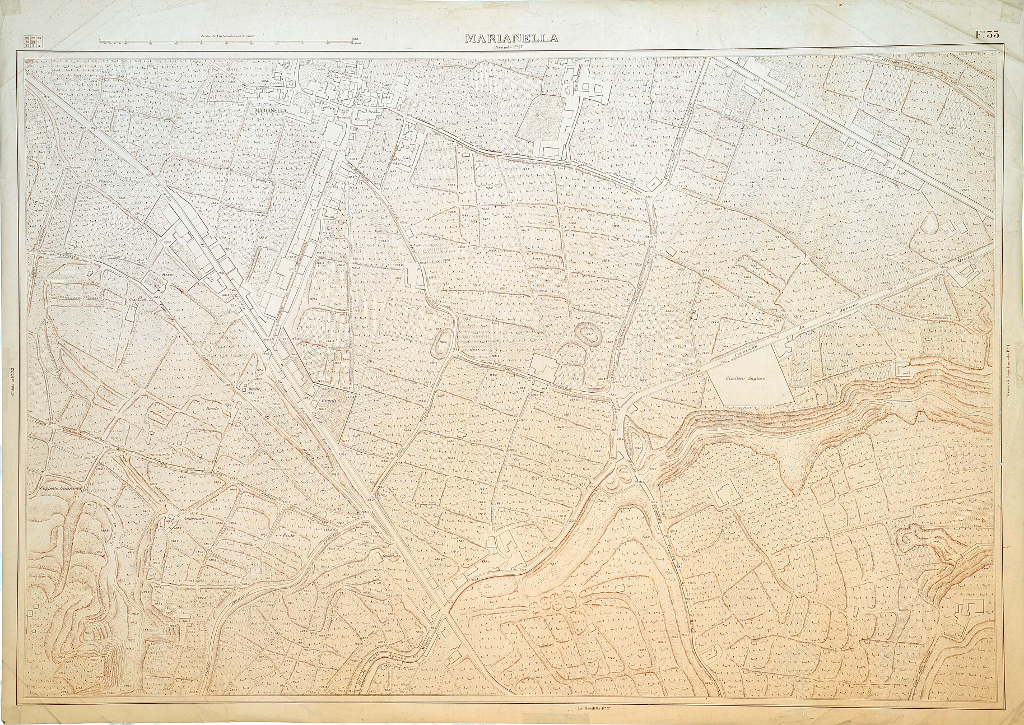
Tavola Schiavoni n.33, "Marianella", opera di Federico Schiavoni (1875).

Fino al 1926, ha fatto parte del comune di Chiaiano ed Uniti, che oltre a Marianella raggruppava i vecchi casali di Chiaiano, Polvica e Santa Croce. Fu soppresso durante il regime fascista con le leggi del 15 novembre 1925 e del 3 giugno 1926.
Marianella è soprattutto nota per essere sede della casa natia di Sant'Alfonso Maria de' Liguori, protettore del luogo ed uno dei più importanti avvocati che si ebbero a cavallo del 1600 e 1700; 
Il fondatore dei Redentoristi, Maestro di Sapienza e Dottore della Chiesa, nacque a Marianella, il 27 settembre del 1696, primogenito di Don Giuseppe de' Liguori, capitano delle galere reali, e di Anna Cavalieri, dei marchesi d'Avenia.
La casa natia e la cappella della congregazione da lui fondata, la Congregazione del Santissimo Redentore, attirano ogni anno discrete quantità di fedeli. L'anno 2013, in occasione della festa patronale in suo onore, il maestro Enzo Avitabile ha tenuto un concerto devozionale che ha radunato 7000 persone 
Nell'ottobre 2012, Marianella è stata teatro dell'agguato di camorra che coinvolse il giovane Lino Romano, totalmente estraneo alla vita della criminalità organizzata. In quel periodo ci sono stati 3 morti in 7 giorni nel quartiere e solo grazie all'intervento delle istituzioni e forze dell'ordine si è evitato il peggio. Tuttavia, sono partiti dei progetti di recupero urbanistico che, unitamente ad alcuni tentativi in ambito culturale, rappresentano segnali di un rinnovato interesse da parte delle istituzioni locali.
Marianella è rappresentata nel cinema. Il premio Oscar Jonathan Demme, nel film Documentario MUSIC LIFE, nel raccontare la storia artistica del musicista Enzo Avitabile, attraversa con la sua cinepresa le strade, gli ambienti d'infanzia del cantante, nato e cresciuto nel quartiere di Marianella.

## Infrastrutture e trasporti
Il quartiere è servito dalla fermata di Chiaiano-Marianella della metropolitana di Napoli (Linea 1) e dalle autolinee ANM.
Fra il 1900 e il 1960 il collegamento con il centro era svolto mediante le cosiddette tranvie di Capodimonte.

## Sport
Dal 1997 il Napoli ha posseduto un centro sportivo nel quartiere in zona Frullone dove si allenava la squadra. Dopo il fallimento della squadra nel 2004 il campo è stato usato come sede dal Neapolis Mugnano fino a giugno del 2011. La struttura è in uno stato di degrado assoluto e nulla si è fatto per renderla efficiente.  il  Marianella  calcio partecipa al campionato di promozione  girone B 2024/2025 
Il quartiere ha ospitato per alcuni anni le partite della squadra di calcio a 5 "Marianella 3 Soccer"; nata dal nulla, la squadra fondata nel 2005, ha militato per anni nei campionati regionali, al primo anno di fondazione la compagine napoletana è stata promossa in serie C2, dopo aver militato per 3 anni in C2 nel 2009 è stata promossa in C1, ed è proprio in questa categoria si hanno le più grosse soddisfazioni, al primo anno (2010) la squadra arriva ai playoff perdendo le finali, ma l'anno successivo la squadra ha vinto il campionato ed è stata promossa in serie B (Nazionale), alla vigilia dei calendari la società ha venduto il proprio titolo per mancanza di fondi e sponsor facendo perdere le speranze del quartiere e negando di fatto il sogno della squadra in serie B.